# Daniel Wass
Daniel Wass (Gladsaxe, 31 maggio 1989) è un calciatore danese, difensore o centrocampista del Brøndby.

## Biografia
È il cugino di Nicki Bille Nielsen, anch'egli calciatore professionista.

## Caratteristiche tecniche
Nasce come terzino destro dotato di una buona resistenza e negli anni si è trasformato in un esterno d'attacco con una buona propensione al gol. Può giocare indifferentemente come terzino o come esterno anche sulla fascia sinistra e inoltre può ricoprire i ruoli di centrocampista interno a sinistra e come trequartista, dimostrando di essere un giocatore polivalente.
Calciatore completo e talentuoso, qualche anno fa era una delle promesse delle giovanili del Brondby, è in possesso di una discreta velocità, buon possesso palla, buon dribbling, ha un destro potente ed è bravo sui calci da fermo (buona parte dei 23 gol sono stati realizzati su punizione).

## Carriera

### Club
Comincia a giocare fin dalla giovane età in una squadra di sobborgo a Copenaghen, nell'Avarta. Notato nel 2006 da un osservatore, viene ingaggiato dal più blasonato Brøndby esordendo in massima serie danese nella stagione 2007-08. Dopo un infortunio, Wass colleziona 28 presenze da terzino destro aiutando la sua squadra a raggiungere il terzo posto in Superligaen. La stagione successiva, passa in prestito al Fredrikstad, in Norvegia. Comincia subito bene esordendo contro il Rosenborg e segnando la settimana dopo contro il Lyn. A causa però, del cambio allenatore, Wass non vedrà più il campo e a dicembre ritorna in Danimarca. Nella stagione 2010-2011 l'allenatore comincia a spostare Wass in posizione più avanzata e il giocatore comincia a dimostrare un ottimo tempismo negli inserimenti in area e una certa freddezza sotto porta, doti che non sfuggono al Benfica che blocca il giocatore facendogli firmare un contratto di 5 anni e acquistandone il cartellino a costo zero.
Nonostante l'accordo, dopo un paio di mesi è immediatamente girato in prestito all'Évian Thonon Gaillard, squadra di Ligue 1 francese. Qui incontra un gruppetto di giocatori danesi, come Christian Poulsen, Thomas Kahlenberg e Stephan Andersen, che ne aiutano l'inserimento. Esordisce il 15 ottobre 2011 come terzino, contro il Saint-Étienne. Nella prima stagione riesce a segnare 4 reti in 29 presenze. Vedendo la crescita progressiva del ragazzo, l'Évian investe circa 2 milioni e mezzo di euro per l'intero cartellino. Nella stagione 2012/13 segna alla prima contro il Bordeaux. A fine anno sono 34 le apparizioni con 2 reti e un assist riconfermandosi un punto fermo della sua squadra, schierato tuttavia ancora da terzino per gran parte della stagione.
Avanzato, Wass esplode, è la stagione 2013-2014 dove sigla 9 reti in 38 presenze aiutando la squadra all'ennesima salvezza miracolosa con gol pesantissimi e spesso decisivi (ad esempio contro Tolosa, Bastia e Nantes), 5 nelle ultime 7 giornate di campionato. È all'ultima giornata che dimostra però tutto il suo valore, con una doppietta, a Sochaux nello scontro salvezza decisivo, prima con una semi-rovesciata di destro nel primo tempo e poi, nel secondo, chiude il match finito 3 a 0, con un piatto destro nell'area piccola. La stagione 2014-2015 è quella della sua consacrazione e dopo quattro annate in Francia all'Évian Thonon Gaillard, il 22 giugno 2015, passa a titolo definitivo al Celta Vigo: gli spagnoli pagano il suo cartellino per € 3 milioni e gli fanno firmare un quinquennale.
Milita nel Celta per 3 stagioni, per poi trasferirsi il 10 giugno 2018 al Valencia, che mette nel suo contratto una clausola da 80 milioni.
Il 27 novembre 2019 segna da fuori area da posizione angolatissima, con un tiro-cross, il gol del definitivo 2-2 contro il Chelsea in Champions League.
Il 27 gennaio 2022 viene acquistato dall'Atlético Madrid.
Dopo 6 mesi e una sola presenza firma un triennale con il Brøndby, squadra in cui è cresciuto.

### Nazionale
Dopo avere rappresentato tutte le selezioni giovanili danesi dall'Under-16 all'Under-21, il 9 febbraio 2011 debutta con quella maggiore in occasione dell'amichevole persa 1-2 contro l'Inghilterra.
Convocato per Euro 2012, non disputa alcuna partita nel corso della competizione continentale.
Il 1º settembre 2021 realizza, alla trentaseiesima presenza, la sua prima rete con la Danimarca nel successo per 2-0 contro la Scozia.

## Statistiche

### Cronologia presenze e reti in nazionale
| Cronologia completa delle presenze e delle reti in nazionale ― Danimarca | Cronologia completa delle presenze e delle reti in nazionale ― Danimarca | Cronologia completa delle presenze e delle reti in nazionale ― Danimarca | Cronologia completa delle presenze e delle reti in nazionale ― Danimarca | Cronologia completa delle presenze e delle reti in nazionale ― Danimarca | Cronologia completa delle presenze e delle reti in nazionale ― Danimarca | Cronologia completa delle presenze e delle reti in nazionale ― Danimarca | Cronologia completa delle presenze e delle reti in nazionale ― Danimarca |
| Data                                                                     | Città                                                                    | In casa                                                                  | Risultato                                                                | Ospiti                                                                   | Competizione                                                             | Reti                                                                     | Note                                                                     |
| ------------------------------------------------------------------------ | ------------------------------------------------------------------------ | ------------------------------------------------------------------------ | ------------------------------------------------------------------------ | ------------------------------------------------------------------------ | ------------------------------------------------------------------------ | ------------------------------------------------------------------------ | ------------------------------------------------------------------------ |
| 9-2-2011                                                                 | Copenaghen                                                               | Danimarca                                                                | 1 – 2                                                                    | Inghilterra                                                              | Amichevole                                                               | -                                                                        | 46’ 90+3’                                                                |
| 26-3-2011                                                                | Oslo                                                                     | Norvegia                                                                 | 1 – 1                                                                    | Danimarca                                                                | Qual. Euro 2012                                                          | -                                                                        | 90+3’                                                                    |
| 11-11-2011                                                               | Copenaghen                                                               | Danimarca                                                                | 2 – 0                                                                    | Svezia                                                                   | Amichevole                                                               | -                                                                        | 46’                                                                      |
| 15-11-2011                                                               | Esbjerg                                                                  | Danimarca                                                                | 2 – 1                                                                    | Finlandia                                                                | Amichevole                                                               | -                                                                        | 46’                                                                      |
| 26-5-2012                                                                | Amburgo                                                                  | Danimarca                                                                | 1 – 3                                                                    | Brasile                                                                  | Amichevole                                                               | -                                                                        |                                                                          |
| 2-6-2012                                                                 | Copenaghen                                                               | Danimarca                                                                | 2 – 0                                                                    | Australia                                                                | Amichevole                                                               | -                                                                        | 74’                                                                      |
| 8-9-2012                                                                 | Copenaghen                                                               | Danimarca                                                                | 0 – 0                                                                    | Rep. Ceca                                                                | Qual. Mondiali 2014                                                      | -                                                                        |                                                                          |
| 12-10-2012                                                               | Sofia                                                                    | Bulgaria                                                                 | 1 – 1                                                                    | Danimarca                                                                | Qual. Mondiali 2014                                                      | -                                                                        | 54’                                                                      |
| 14-11-2012                                                               | Istanbul                                                                 | Turchia                                                                  | 1 – 1                                                                    | Danimarca                                                                | Amichevole                                                               | -                                                                        |                                                                          |
| 6-2-2013                                                                 | Skopje                                                                   | Macedonia                                                                | 3 – 0                                                                    | Danimarca                                                                | Amichevole                                                               | -                                                                        |                                                                          |
| 3-9-2014                                                                 | Odense                                                                   | Danimarca                                                                | 1 – 2                                                                    | Turchia                                                                  | Amichevole                                                               | -                                                                        | 84’                                                                      |
| 25-3-2015                                                                | Aarhus                                                                   | Danimarca                                                                | 3 – 2                                                                    | Stati Uniti                                                              | Amichevole                                                               | -                                                                        |                                                                          |
| 29-3-2015                                                                | Saint-Étienne                                                            | Francia                                                                  | 2 – 0                                                                    | Danimarca                                                                | Amichevole                                                               | -                                                                        | 83’                                                                      |
| 8-10-2015                                                                | Braga                                                                    | Portogallo                                                               | 1 – 0                                                                    | Danimarca                                                                | Qual. Euro 2016                                                          | -                                                                        | 68’ 69’                                                                  |
| 31-8-2016                                                                | Horsens                                                                  | Danimarca                                                                | 5 – 0                                                                    | Liechtenstein                                                            | Amichevole                                                               | -                                                                        | 64’                                                                      |
| 15-11-2016                                                               | Mladá Boleslav                                                           | Rep. Ceca                                                                | 1 – 1                                                                    | Danimarca                                                                | Amichevole                                                               | -                                                                        | 66’                                                                      |
| 10-6-2019                                                                | Copenaghen                                                               | Danimarca                                                                | 5 – 1                                                                    | Georgia                                                                  | Qual. Euro 2020                                                          | -                                                                        | 62’                                                                      |
| 5-9-2019                                                                 | Gibilterra                                                               | Gibilterra                                                               | 0 – 6                                                                    | Danimarca                                                                | Qual. Euro 2020                                                          | -                                                                        |                                                                          |
| 15-10-2019                                                               | Aalborg                                                                  | Danimarca                                                                | 4 – 0                                                                    | Lussemburgo                                                              | Amichevole                                                               | -                                                                        |                                                                          |
| 15-11-2019                                                               | Copenaghen                                                               | Danimarca                                                                | 6 – 0                                                                    | Gibilterra                                                               | Qual. Euro 2020                                                          | -                                                                        |                                                                          |
| 5-9-2020                                                                 | Copenaghen                                                               | Danimarca                                                                | 0 – 2                                                                    | Belgio                                                                   | UEFA Nations League 2020-2021 - 1º turno                                 | -                                                                        |                                                                          |
| 8-9-2020                                                                 | Copenaghen                                                               | Danimarca                                                                | 0 – 0                                                                    | Inghilterra                                                              | UEFA Nations League 2020-2021 - 1º turno                                 | -                                                                        |                                                                          |
| 11-10-2020                                                               | Reykjavík                                                                | Islanda                                                                  | 0 – 3                                                                    | Danimarca                                                                | UEFA Nations League 2020-2021 - 1º turno                                 | -                                                                        |                                                                          |
| 14-10-2020                                                               | Londra                                                                   | Inghilterra                                                              | 0 – 1                                                                    | Danimarca                                                                | UEFA Nations League 2020-2021 - 1º turno                                 | -                                                                        |                                                                          |
| 15-11-2020                                                               | Copenaghen                                                               | Danimarca                                                                | 2 – 1                                                                    | Islanda                                                                  | UEFA Nations League 2020-2021 - 1º turno                                 | -                                                                        | 67’                                                                      |
| 18-11-2020                                                               | Lovanio                                                                  | Belgio                                                                   | 4 – 2                                                                    | Danimarca                                                                | UEFA Nations League 2020-2021 - 1º turno                                 | -                                                                        |                                                                          |
| 25-3-2021                                                                | Tel Aviv                                                                 | Israele                                                                  | 0 – 2                                                                    | Danimarca                                                                | Qual. Mondiali 2022                                                      | -                                                                        |                                                                          |
| 31-3-2021                                                                | Vienna                                                                   | Austria                                                                  | 0 – 4                                                                    | Danimarca                                                                | Qual. Mondiali 2022                                                      | -                                                                        | 77’                                                                      |
| 2-6-2021                                                                 | Innsbruck                                                                | Germania                                                                 | 1 – 1                                                                    | Danimarca                                                                | Amichevole                                                               | -                                                                        | 85’                                                                      |
| 6-6-2021                                                                 | Brøndby                                                                  | Danimarca                                                                | 2 – 0                                                                    | Bosnia ed Erzegovina                                                     | Amichevole                                                               | -                                                                        | 70’                                                                      |
| 12-6-2021                                                                | Copenaghen                                                               | Danimarca                                                                | 0 – 1                                                                    | Finlandia                                                                | Euro 2020 - 1º turno                                                     | -                                                                        | 75’                                                                      |
| 17-6-2021                                                                | Copenaghen                                                               | Danimarca                                                                | 1 – 2                                                                    | Belgio                                                                   | Euro 2020 - 1º turno                                                     | -                                                                        | 59’ 61’                                                                  |
| 21-6-2021                                                                | Copenaghen                                                               | Russia                                                                   | 1 – 4                                                                    | Danimarca                                                                | Euro 2020 - 1º turno                                                     | -                                                                        | 60’                                                                      |
| 3-7-2021                                                                 | Baku                                                                     | Rep. Ceca                                                                | 1 – 2                                                                    | Danimarca                                                                | Euro 2020 - Quarti di finale                                             | -                                                                        | 71’                                                                      |
| 7-7-2021                                                                 | Londra                                                                   | Inghilterra                                                              | 2 – 1 dts                                                                | Danimarca                                                                | Euro 2020 - Semifinale                                                   | -                                                                        | 67’ 72’                                                                  |
| 1-9-2021                                                                 | Copenaghen                                                               | Danimarca                                                                | 2 – 0                                                                    | Scozia                                                                   | Qual. Mondiali 2022                                                      | 1                                                                        | 85’                                                                      |
| 7-9-2021                                                                 | Copenaghen                                                               | Danimarca                                                                | 5 – 0                                                                    | Israele                                                                  | Qual. Mondiali 2022                                                      | -                                                                        | 86’                                                                      |
| 9-10-2021                                                                | Chișinău                                                                 | Moldavia                                                                 | 0 – 4                                                                    | Danimarca                                                                | Qual. Mondiali 2022                                                      | -                                                                        |                                                                          |
| 12-10-2021                                                               | Copenaghen                                                               | Danimarca                                                                | 1 – 0                                                                    | Austria                                                                  | Qual. Mondiali 2022                                                      | -                                                                        | 31’ 89’                                                                  |
| 12-11-2021                                                               | Copenaghen                                                               | Danimarca                                                                | 3 – 1                                                                    | Fær Øer                                                                  | Qual. Mondiali 2022                                                      | -                                                                        |                                                                          |
| 15-11-2021                                                               | Glasgow                                                                  | Scozia                                                                   | 2 – 0                                                                    | Danimarca                                                                | Qual. Mondiali 2022                                                      | -                                                                        | 81’                                                                      |
| 3-6-2022                                                                 | Saint-Denis                                                              | Francia                                                                  | 1 – 2                                                                    | Danimarca                                                                | UEFA Nations League 2022-2023 - 1º turno                                 | -                                                                        | 60’                                                                      |
| 10-6-2022                                                                | Copenaghen                                                               | Danimarca                                                                | 0 – 1                                                                    | Croazia                                                                  | UEFA Nations League 2022-2023 - 1º turno                                 | -                                                                        | 61’                                                                      |
| 22-9-2022                                                                | Zagabria                                                                 | Croazia                                                                  | 2 – 1                                                                    | Danimarca                                                                | UEFA Nations League 2022-2023 - 1º turno                                 | -                                                                        | 60’                                                                      |
| Totale                                                                   |                                                                          | Presenze                                                                 | 44                                                                       |                                                                          | Reti                                                                     | 1                                                                        |                                                                          |

## Palmarès
- Coppa di Spagna: 1

Valencia: 2018-2019